# 2017년 동계 아시안 게임 아이스하키 여자
2017년 동계 아시안 게임 아이스 하키 여자는 일본 삿포로에서 개최될 2017년 동계 아시안 게임의 세부종목이다.

## 같이 보기
- 2017년 동계 아시안 게임 아이스하키 남자